# Федір I Іванович
Фе́дір Іва́нович (31 травня 1557 — 7 (17 січня) 1598) — 2-й московський цар з 1584, син Івана IV Васильовича (Грозного), брат Дмитра Івановича та Івана Івановича. Представник московської гілки роду суздальських Юрійовичів на московському престолі.

## Життєпис
Хворобливий Федір Іванович майже не займався державними справами, а фактичним правителем Московської держави був брат його дружини, цариці Ірини Федорівни, Борис Годунов. Після смерті польського короля Стефана Баторія прихильники московської орієнтації у Речі Посполитій у 1573—1574 і 1587 роках безуспішно висували кандидатуру Федора Івановича на престол Речі Посполитої. За правління Федора Івановича Московська держава поступово виходила з економічної кризи і тяжких наслідків Лівонської війни (1558—1583).
Внаслідок московсько-шведської війни 1590—1595 років і підписання Тявзинського миру 1595 року до Московського царства відійшли міста Ям, Івангород, Копор'є і Корела. За Федора Івановича Московія остаточно приєднала Західний Сибір. Для боротьби проти Кримського ханства і Османської імперії московський уряд використовував українських козаків.
Після смерті Федора Івановича та постригу в черниці його дружини Земський собор 1598 року в Москві проголосив царем Бориса Годунова.